# Clair Burgener

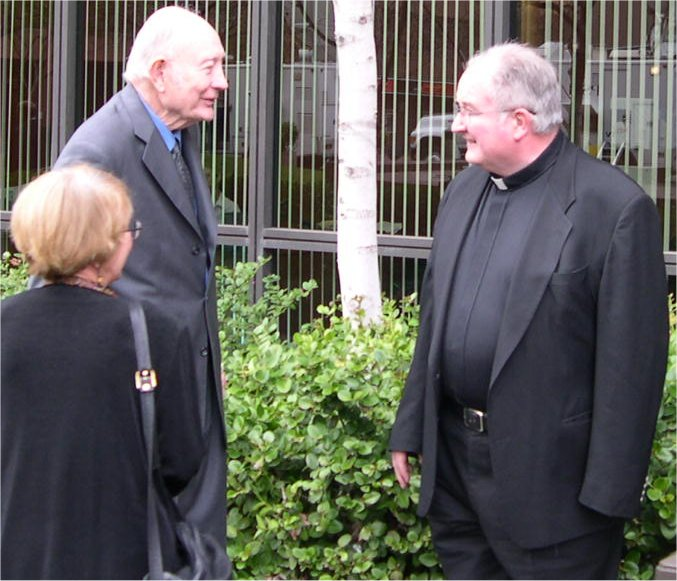
Clair Burgener (links) im Gespräch mit dem Priester Joe Carroll, 2006

Sinclair Walter „Clair“ Burgener (* 5. Dezember 1921 in Vernal, Utah; † 9. September 2006 in Encinitas, Kalifornien) war ein US-amerikanischer Politiker (Republikanische Partei).

## Frühe Jahre und politische Laufbahn in Kalifornien
Während des Zweiten Weltkrieges und des Koreakrieges (1951) diente er in der USAAF bzw. USAF. Anschließend schloss er 1950 ein Studium an der California State University ab.
Von 1953 bis 1957 war er Ratsherr in San Diego sowie zugleich 1955 bis 1956 Vizebürgermeister. 1962 bis 1966 saß Burgener zunächst in der California State Assembly, anschließend dann von 1967 bis 1972 im Senat von Kalifornien. In den Jahren 1960 und 1964 vertrat er die Republikanische Partei Kaliforniens bei den Republican National Conventions.

## Abgeordneter im US-Repräsentantenhaus
Vom 3. Januar 1973 bis zum 3. Januar 1983 war Clair Burgener Abgeordneter im Repräsentantenhaus der Vereinigten Staaten und vertrat dabei den Wahlbezirk von San Diego. Während dieser Zeit votierte er teilweise auch gegen offizielle Parteiinteressen, um mit dem demokratischen Abgeordneten für San Diego, Lionel Van Deerlin, Politik im Interesse der Stadt zu gestalten. Ende 1982 verzichtete er dann auf eine erneute Kandidatur.

## Engagement für geistig Behinderte
Nachdem bei seinem Sohn Rod eine geistige Behinderung festgestellt worden war, fing er an, sich für geistig behinderte Kinder zu engagieren und war so zum Beispiel Präsident der Vereinigung für zurückgebliebene Kinder von Kalifornien (1959 bis 1961) sowie Vizepräsident der Nationalen Vereinigung für zurückgebliebene Kinder (1961 bis 1962). 1970 berief ihn US-Präsident Richard Nixon zum stellvertretenden Vorsitzenden des Präsidialkomitees für geistig Zurückgebliebene. Dieses Amt übte Burgener bis 1973 aus. Des Weiteren war er Gründer der „Clair Burgener Stiftung“.

## Sonstige Tätigkeiten
Nach dem Rückzug aus der aktiven Politik wurde Burgener 1983 bis 1988 Mitglied des Direktoriums der Behörde für Internationalen Rundfunk sowie zugleich bis 1993 Präsident der Personalbehörde des Staates Kalifornien.